# Sant Iscle de Vallalta
Sant Iscle de Vallalta este o localitate în Spania în comunitatea Catalonia în provincia Barcelona și in comarca Maresme. În 2007 avea o populație de 1.193 locuitori cu o suprafață de 17,77 km 2.
1. ↑  Nomenclátor Geográfico de Municipios y Entidades de Población (20240402 edition)
2. 1 2   http://www.idescat.cat/pub/?id=aec&n=925&t=2016 Lipsește sau este vid: |title= (ajutor)